# Zoran Jowanowski
Zoran Jowanowski (mac.: Зоран Јовановски; ur. 21 sierpnia 1972 w Skopju) – macedoński piłkarz występujący na pozycji obrońcy.

## Kariera klubowa
Jowanowski karierę rozpoczynał w 1991 roku w Wardarze Skopje, a od 1992 roku występował z nim w pierwszej lidze macedońskiej. Wraz z Wardarem trzykrotnie zdobył mistrzostwo Macedonii (1993, 1994, 1995), a także dwa razy Puchar Macedonii (1993, 1995).
W 1997 roku Jowanowski przeszedł do szwedzkiego Helsingborgs IF. W tym samym roku został stamtąd wypożyczony do czeskiego SK Czeskie Budziejowice. W 1998 roku wrócił do Helsinborga i wywalczył z nim wicemistrzostwo Szwecji oraz Puchar Szwecji. Z kolei w 1999 roku wraz z zespołem zdobył mistrzostwo Szwecji.
Następnie wrócił do Macedonii, gdzie grał najpierw w drużynie Bashkimi, a w 2000 roku przeszedł do Słogi Skopje. W sezonie 2000/2001 wywalczył z nią mistrzostwo Macedonii. W 2002 roku odszedł do tureckiego Samsunsporu. W Süper Lig zadebiutował 11 sierpnia 2002 w przegranym 1:4 meczu z Galatasaray SK. W Samsunsporze Jowanowski spędził sezon 2002/2003, po czym wrócił do Słogi, z którą w sezonie 2003/2004 zdobył Puchar Macedonii.
W 2004 roku przeszedł do drużyny Rabotniczki. W ciągu trzech sezonów gry dla tego klubu, dwukrotnie wywalczył z nim mistrzostwo Macedonii (2005, 2006). W kolejnych latach grał jeszcze w zespołach FK Miłano, Teteks oraz Metałurg Skopje, a w 2009 roku zakończył karierę.

## Kariera reprezentacyjna
W reprezentacji Macedonii Jowanowski zadebiutował 13 października 1993 w wygranym 4:1 towarzyskim meczu ze Słowenią. W latach 1993–2001 w drużynie narodowej rozegrał 29 spotkań.